# Georges Lemaire (graveur)
Pour les articles homonymes, voir Georges Lemaire et Lemaire.
Ne doit pas être confondu avec Henri Lemaire.
Georges Lemaire né à Bailly (Yvelines) le 19 février 1853 et mort à Paris le 21 août 1914 est un sculpteur, graveur sur pierres fines et médailleur français,.

## Biographie
Georges Henri Lemaire est né le 19 février 1853 à Bailly. Il est élève de Grivel, Lambert et J. Lequien.
Il est sociétaire de la Société des artistes français dès 1887. Il expose au Salon des artistes français où il obtient une mention honorable en 1882, une médaille de 3e classe en 1885, une médaille de 2e classe en 1886, une médaille d'argent à l'Exposition universelle de 1889, une médaille de 1re classe en 1894, le grand prix à l'Exposition universelle de 1900 et une médaille d'honneur en 1908.
Il est nommé chevalier de la Légion d'honneur en 1896.

## Œuvres

### Sculpture
- Nantes, cimetière Miséricorde : Monument funéraire d'Édouard Normand, bas-relief en pierre.
- Orléans, musée historique et archéologique de l'Orléanais : Fernand Rabier, buste en marbre.
- Paris, cimetière Saint-Vincent, 13e division : David Gruby, buste en bronze.

Œuvres de Georges Lemaire
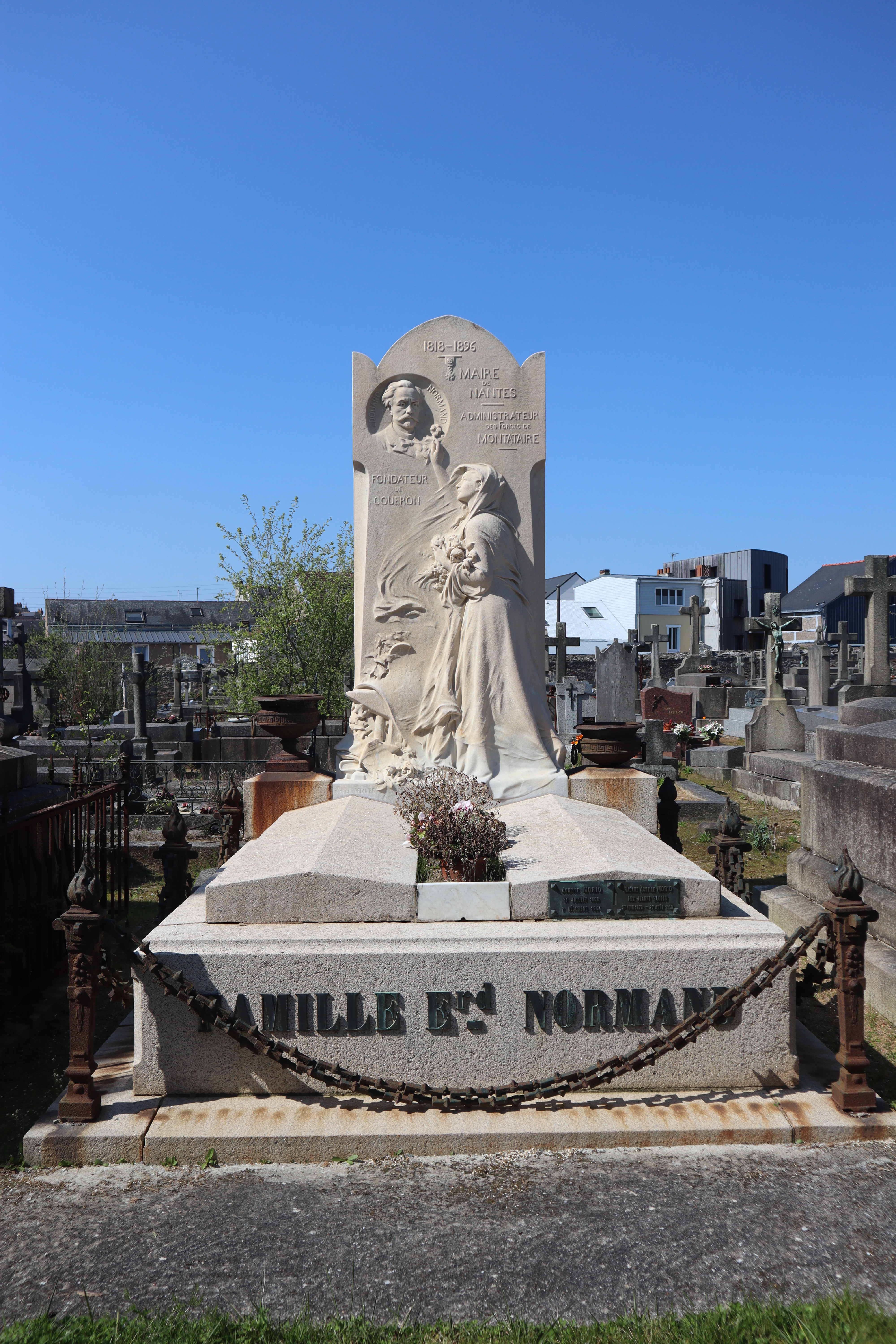
Monument funéraire d'Édouard Normand, Nantes, cimetière Miséricorde.
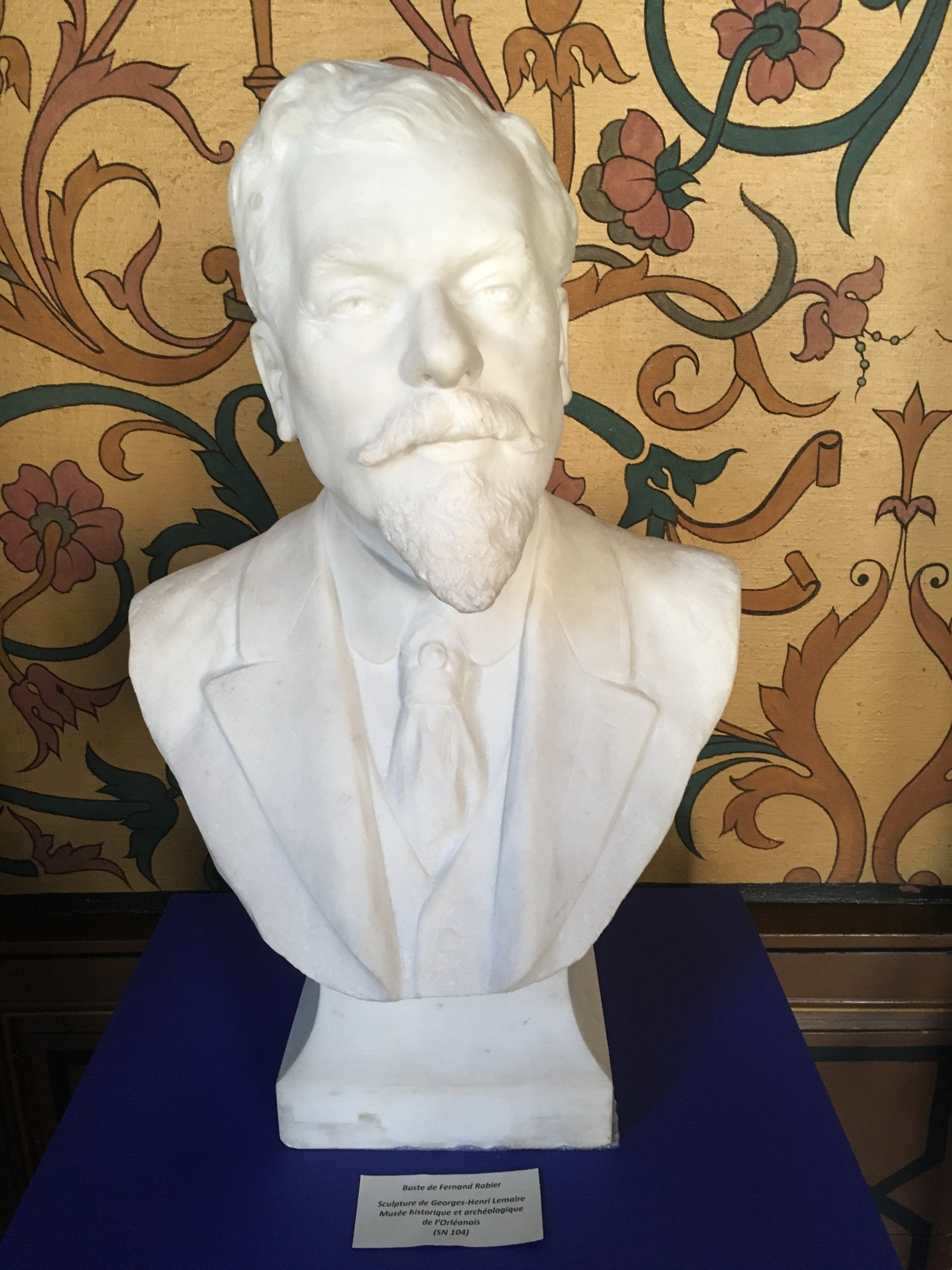
Fernand Rabier, Orléans, musée historique et archéologique de l'Orléanais.
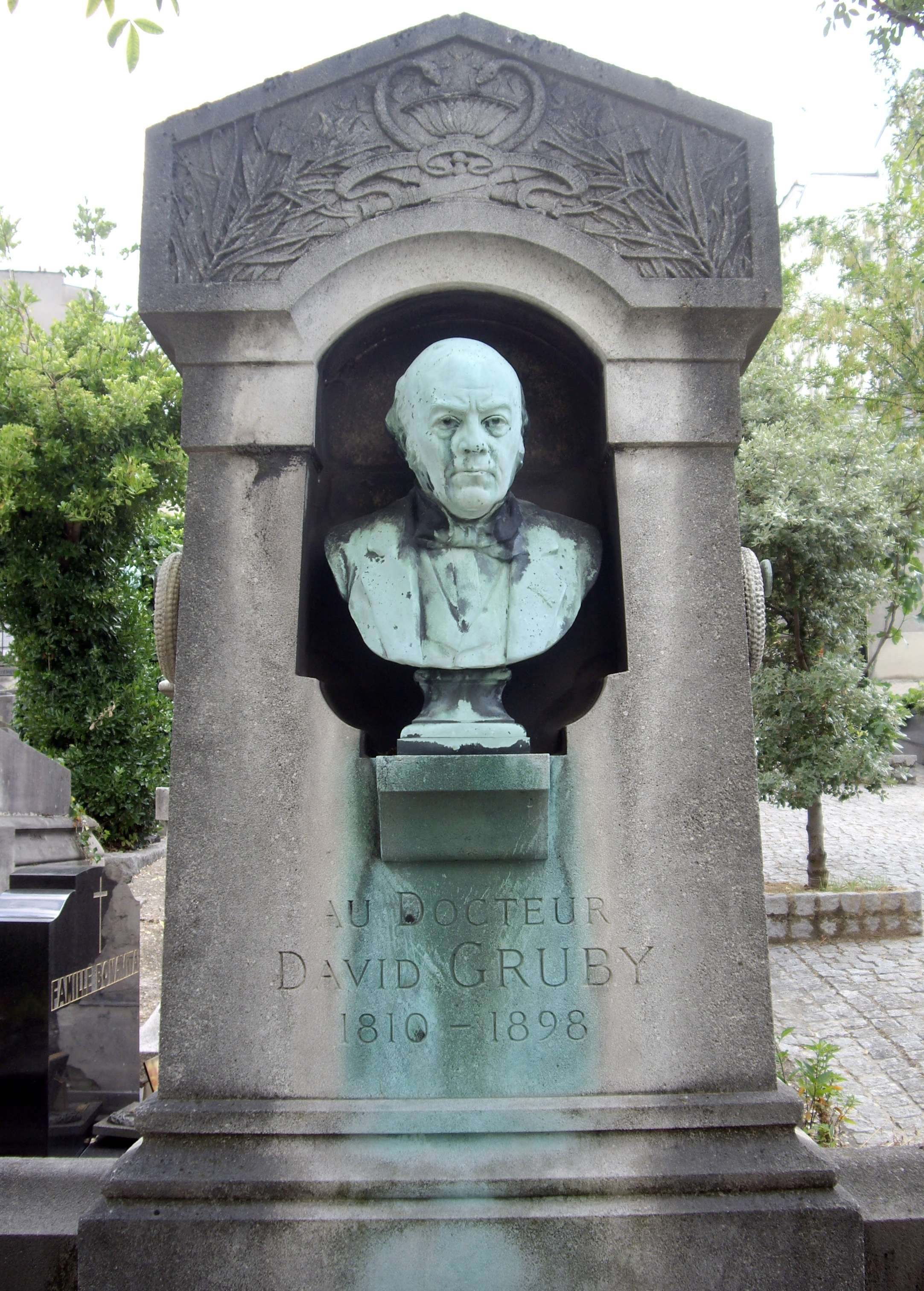
David Gruby, Paris, cimetière Saint-Vincent (13e division).

### Camée en pierre
- Paris :
  - musée d'Orsay :
    - La Main chaude, 1885, inv. OAO 3195[5] ;
    - Flore et Zéphyr, 1888, inv. OAO 227[6] ;
    - La Mort de Narcisse, 1895, présenté lors de l'Exposition universelle de 1900 (no 391), inv. OAO 1139[7] ;
    - Messagers des dieux, 1897, présenté lors de l'Exposition universelle de 1900 (no 392), inv. OAO 1138[8] ;
    - Le Printemps, 1900, inv. OAO 226[9] ;
    - À la source, 1904, inv. OAO 1172[10] ;
    - L'Aube, 1906, inv. OAO 225, LUX 36[11].

  - Petit Palais : L'Automne, vers 1898, inv. OGAL80[12].

### Statuette en pierres fine
- Paris, Petit Palais :
  - L'Immortalité, 1905, inv. OGAL125[13] ;
  - Étienne Marcel, 1914, inv. OGAL486[14].

### Médaille
- Médaille commémorative de l'expédition de Chine (1901), 1902.
- Médaille commémorative du Maroc, 1909.
- Médaille coloniale, 1893.
- Médaille commémorative de la guerre 1870-1871, 1911.

Œuvres de Georges Lemaire
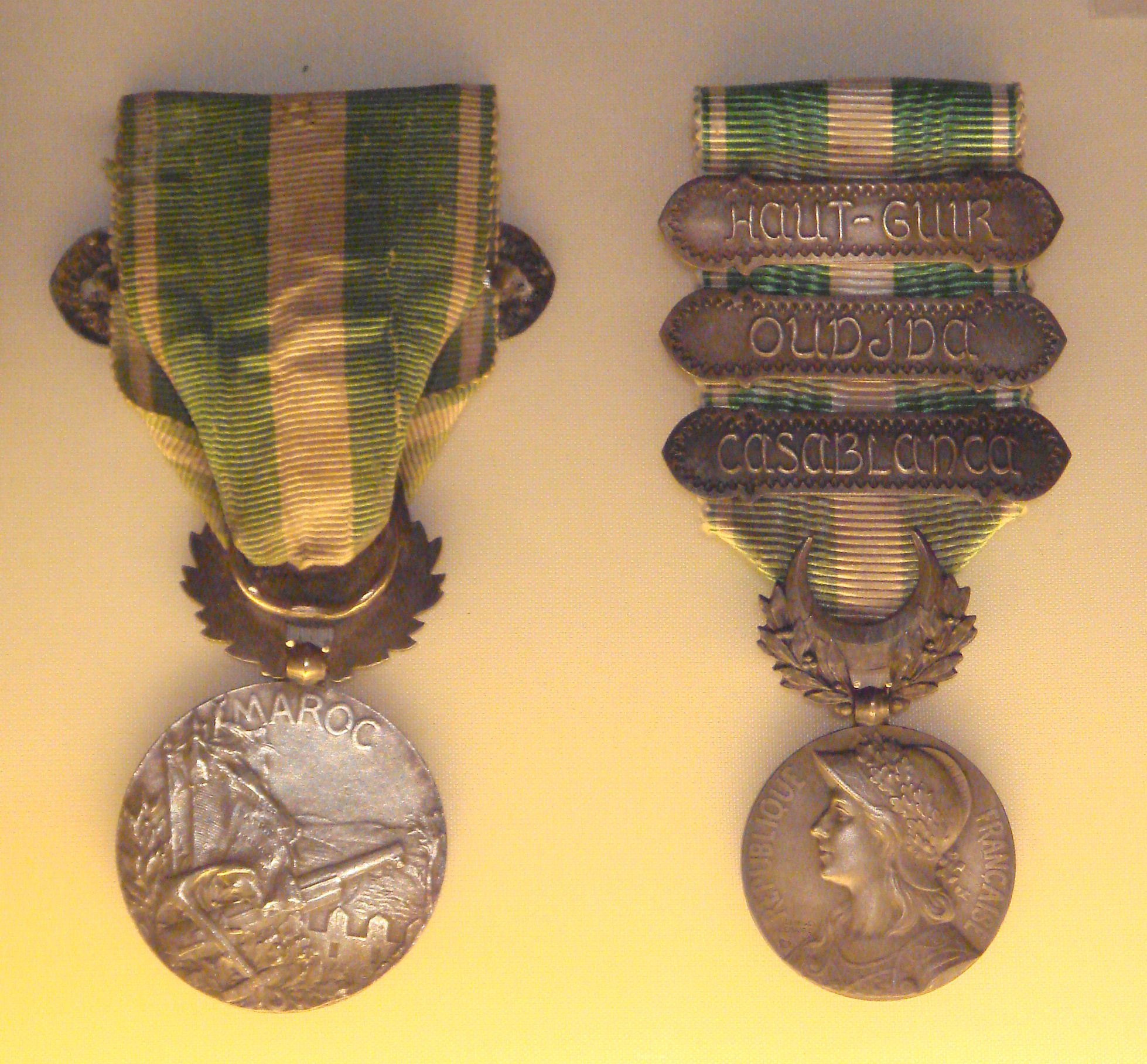
Médaille commémorative du Maroc (1909).
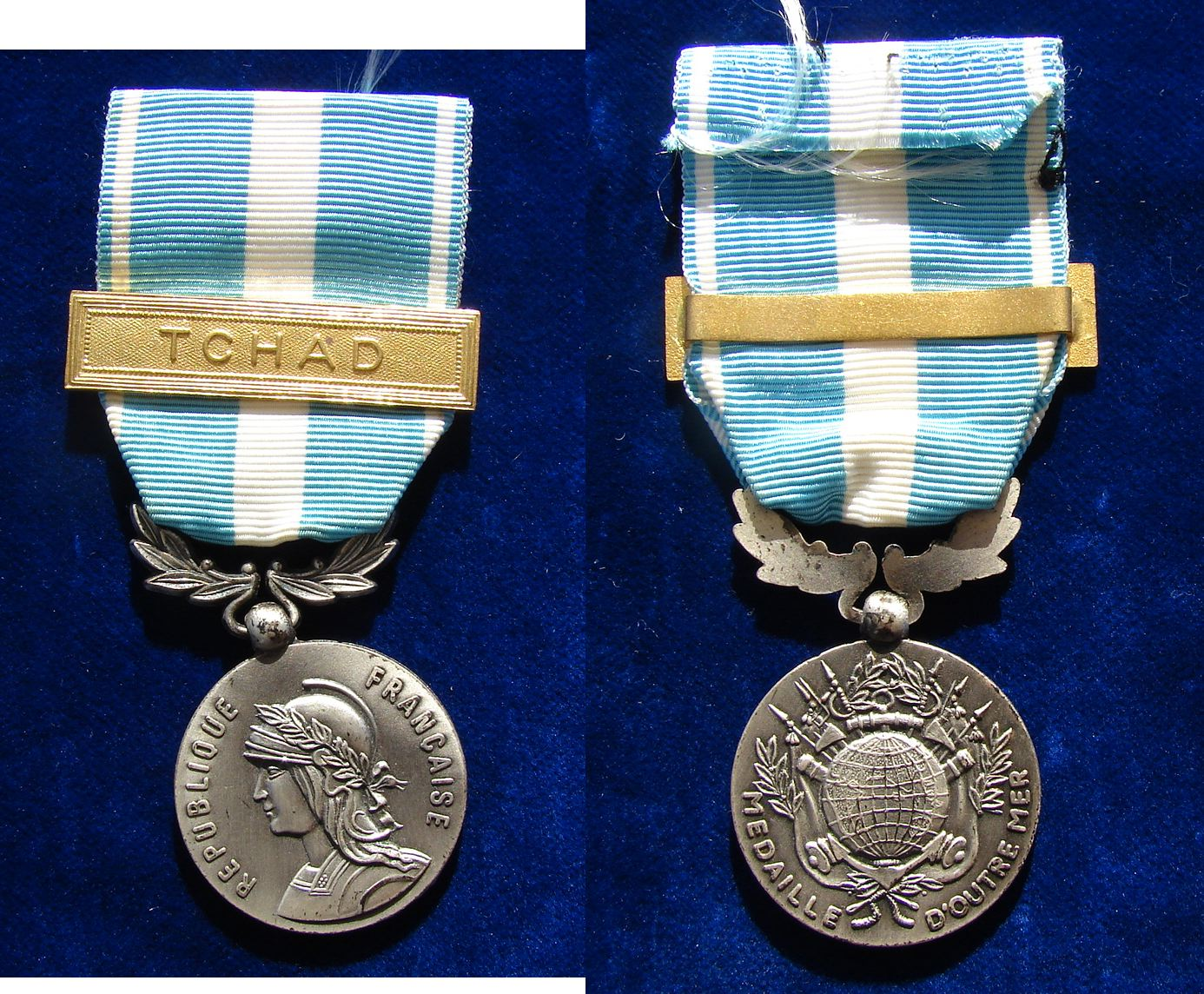
Médaille d'Outre-Mer (1893) et agrafe « Tchad », ruban original, avers et revers.
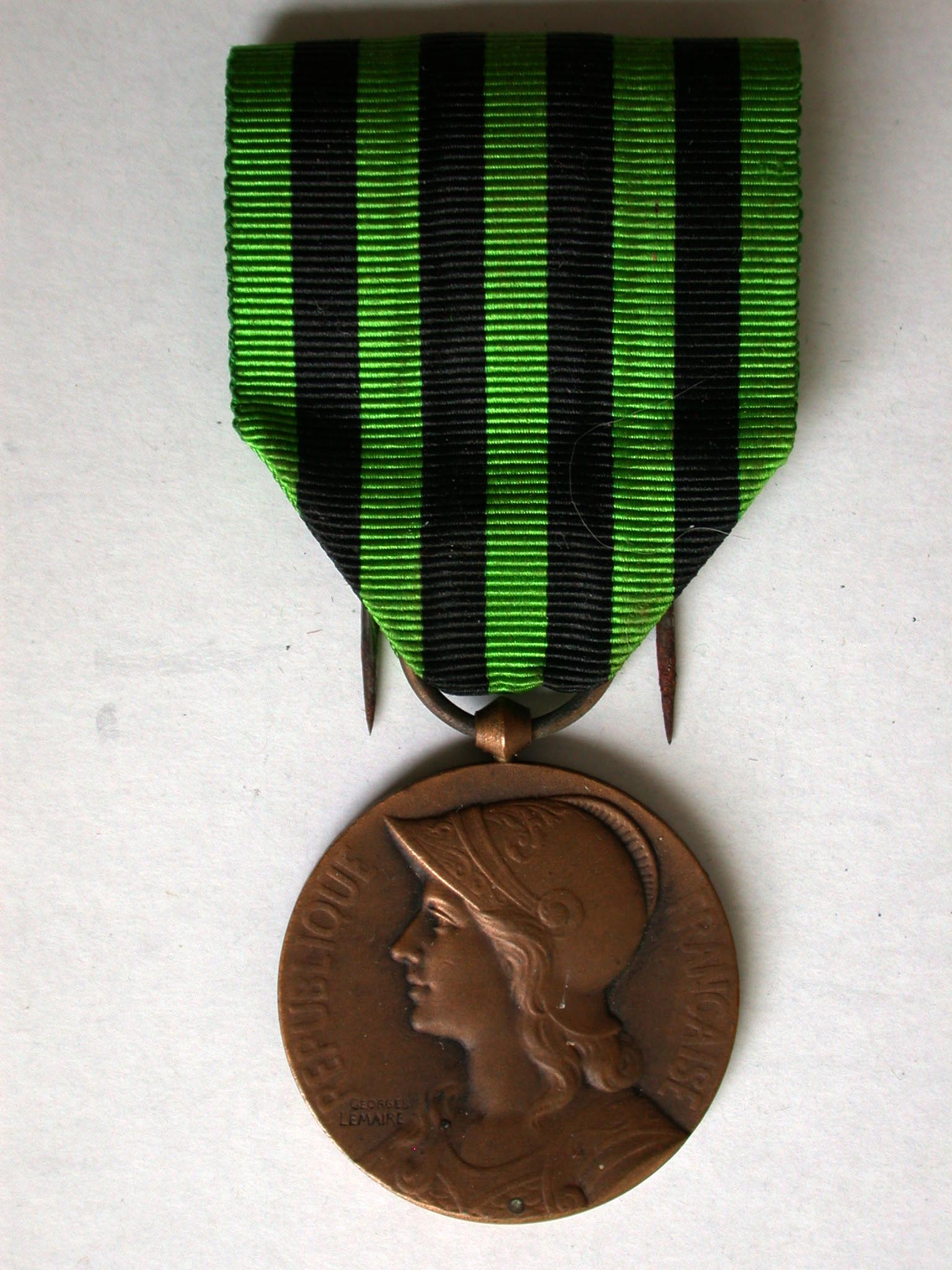
Médaille commémorative de la guerre 1870-1871 (1911), avers.